# Kern Alexander
Kern Alexander (* 1968) ist ein britischer und US-amerikanischer Rechtswissenschaftler.

## Leben
Er studierte an der Universität Cambridge Wirtschaftswissenschaften und Recht (M.A., M.Phil. und PhD) sowie Wirtschaftswissenschaften und Geschichte an der Cornell University (A.B.). Seit 2010 ist Alexander Lehrstuhlinhaber für Finanzmarktrecht und Professor für Bankenregulierung an der Universität Zürich. Er ist Autor akademischer Artikel und Bücher. Im Bereich der internationalen Bankenregulierung im Zusammenhang mit ökologischer Nachhaltigkeit hat Alexander Forschungsprojekte geleitet und Forschungsberichte verfasst, welche durch die UNO sowie die Universität Cambridge veröffentlicht wurden. Sein Bericht Stability and Sustainability in Banking Reform: Are Environmental Risks Missing in Basel III (Cambridge, 2014) beschrieb den Zusammenhang zwischen Bankenregulierung, ökologischer Nachhaltigkeit und Klimawandel. Er ist Gründer der Research Network for Sustainable Finance. Alexander war mehrfach Berater und Sachverständiger in Angelegenheiten des Britischen Parlamentes und Britischer Regierungsstellen.
Das von Alexander als Co-Autor verfasste Buch Global Governance of Financial Systems: the International Regulation of Systemic Risk (2005) zeigte Schwachstellen bei der Regulierung des Bankkapitals und des Systemrisikos auf den Derivatemärkten auf. Er verfasste Berichte für das Europäische Parlament, so Financial Supervision and Crisis Management in the EU (2007), Clearing and Settlement in the EU (2009) und Crisis Management, Burden Sharing, and Solidarity Mechanisms in the EU (2010).
Seit 2015 unterrichtet er den Kurs Principles of Financial Regulation an der University of Cambridge und ist Studiendirektor an der Queens’ College. Er unterrichtet und berät seit Vorstandsmitglieder und leitende Angestellte großer multinationaler Banken in Programmen zur Weiterbildung von Führungskräften und ist leitender Dozent des Kurses Understanding the Regulatory Environment an der Barclays Compliance Academy an der Universität von Cambridge. Er ist Co-Director des Oxford Bank Governance Programme. 2018 wurde Kern Alexander Vorsitzender der Fachgruppe für Handels- und Wirtschaftsrecht der Rechtswissenschaftlichen Fakultät der Universität Zürich.

## Veröffentlichungen
- Global Governance of Financial Systems (co-author, Oxford Univ Press, 2005)
- mit Rahul Dhumale und John Eatwell: Global governance of financial systems. The international regulation of systemic risk. Oxford 2006, ISBN 0-19-516698-1.
- Economic sanctions. Law and public policy. Basingstoke 2009, ISBN 0-230-52555-5.
- mit Catherine Barnard, Eilís Ferran, Andrew Lang und Niamh Moloney: Brexit and financial services. Law and policy. Oxford 2018, ISBN 978-1-5099-1580-4.
- Principles of banking regulation. Cambridge 2019, ISBN 978-1-108-44797-3.